# Universidade Nebrija
Universidade Nebrija (em castelhano: Universidad Nebrija) é uma instituição de ensino superior privada com campi em Madrid, na Espanha. Iniciou suas atividades em 28 de janeiro de 1995, e possui cerca de 5 mil alunos. É considerada uma das cinco melhores universidades privadas da Espanha.